# وانگ لویائو
وانگ لویائو (انگلیسی: Wang Luyao؛ زادهٔ ۱۸ مارس ۱۹۹۸) تیرانداز زن اهل چین است. وی در بازی‌های المپیک تابستانی ۲۰۲۰ حضور داشته‌است.